# Andrena lamelliterga
Andrena lamelliterga är en biart som beskrevs av Ribble 1968. Andrena lamelliterga ingår i släktet sandbin, och familjen grävbin. Inga underarter finns listade i Catalogue of Life.